# Karlsøy
Karlsøy è un comune norvegese della contea di Troms.